# جريمة شبه إجرامية
الجريمة شبه الاجرامية أو بمسمى آخر الجرم التنظيمي (بالانجليزية: regulatory offence)
هي نوع من أنواع الجرائم التي لا يلزم فيها عنصر الجُرم فيها لأنه يتم فيها تخفيض معيار اثبات الذنب
عادة ما تستخدم مثل هذه الجرائم بدلاً من فرض عقوبة على المخالفات الاخلاقية لردع المجرمين المحتملين عن السلوكيات الخطيرة.

## الجريمة المسؤولية المطلقة
و هذا النوع من الجرائم لا نحتاج بها إلى العقل المذنب لأظهار ان المتهم قام بفعل مذنب 
بناء على ذلك الدفاع عن خطأ الوقائع لا تسمح به الجرائم المسؤولة المطلقة 
في القانون الجنائي (التشريع الجنائي) يجب ان يتم تصنيف الجرائم المسؤولة المطلقة بوضوح على هذا النحو
نظراً لسهولة التي يمكن بها اثبات المخالفة فإن الجرائم المحددة فقط هي من هذا النوع. في معظم الانظمة القانونية، يجب أن تصنف جرائم المسؤولية المطلقة بشكل واضح على هذا النحو في القانون الجنائي أو التشريع الجنائي.

## جرائم الرفاهية العامة
الجريمة التي يجب ان يعرفها الشخص العاقل المسؤول ان (النشاط المحظور) يخضع إلى نظام عام صارم قد يهدد بشكل خطير صحة وسلامة المجتمع.

## اقرا ايضاً
مخالفة
القانون الجنائي
```
جريمة الوضع
```

العقوبات